# Una notte sul Monte Calvo/Somewhere
Una notte sul Monte Calvo/Somewhere è l'unico singolo del gruppo musicale italiano New Trolls Atomic System, pubblicato nel 1974.

## Descrizione
Il lato A è una rivisitazione del celebre poema sinfonico di Musorgskij in stile rock progressivo. È stato pubblicato in seguito nella riedizione del primo album in studio N.T. Atomic System, anch'essa denominata Una notte sul Monte Calvo.
Il lato B, Somewhere, è stato composto da Vittorio De Scalzi, Renato Rosset e Giorgio D'Adamo ed è esclusivo del singolo, non essendo mai stato ripubblicato negli anni successivi.

## Tracce
Lato A
1. Una notte sul Monte Calvo – 4:13 (musica: Modest Petrovič Musorgskij)

Lato B
1. Somewhere – 4:18 (Vittorio De Scalzi, Renato Rosset, Giorgio D'Adamo)